# Mahanta quadrilinea
Mahanta quadrilinea är en fjärilsart som beskrevs av Moore 1879. Mahanta quadrilinea ingår i släktet Mahanta och familjen snigelspinnare. Inga underarter finns listade i Catalogue of Life.